# سوسن اسدی
سوسن اسد (نام علمی: Iris 61886957) نام یک گونه از سرده زنبق است.